# 穆罕默德·阿明比
穆罕默德·阿明·伊納克（1730年—1790年）是烏茲別克希瓦汗國弘吉剌王朝的第一位統治者（1763-1790 年）。

## 生平
在17世紀和18世紀，希瓦汗國的主要政治力量由不同的烏茲別克部落組成：弘吉剌人（烏茲別克人）、乃蠻、乞顏部、曼吉特人、努庫茲人、康里和欽察人、畏兀兒等。在18世紀下半葉的權力鬥爭中，弘吉剌獲勝。
1763年，擁有伊納克頭銜的烏茲別克族弘吉剌部代表穆罕默德·阿明在花剌子模上臺成為第一位世襲首相。在18世紀中葉的嚴重危機後奉行恢復國家經濟的政策。在他統治期間，花剌子模進行了大規模的灌溉工程並奉行強硬的國內政策，雖然起初他經歷了很大的困難和挫折，但他逐漸能夠在國家建立相對的和平與政治穩定。根據歷史學家穆罕默德·里扎·阿加希的說法，他允許一大群卡拉卡爾帕克族在希瓦定居。
他也成功抵抗兩次入侵：1770年在咸海附近遊牧土庫曼人部落和1782年來自布哈拉酋長國的入侵 。
根據他的命令，在伊欽卡拉建立了一座清真寺和尖塔。
他於1790年4月14日去世，被埋葬在希瓦。